# Homonota taragui
Homonota taragui es una especie de lagarto gekónido del género Homonota. Es un saurio endémico de la Argentina, de hábitos nocturnos y de dieta insectívora.

## Distribución y hábitat
Homonota taragui es un microendemismo del nordeste de la Argentina, en el sector norte de la mesopotamia de dicho país, en el centro-este de la provincia de Corrientes.
Específicamente habita en la comarca del Paraje Tres Cerros, en las laderas rocosas de un conjunto serrano que se eleva unas pocas decenas de metros sobre la llanura loéssica, la cual está muy explotada por la explotación pecuaria y el cultivo de arroz.

## Taxonomía
Homonota taragui fue descrita originalmente en el año 2013 por los herpetólogos Rodrigo Cajade, Eduardo Gabriel Etchepare, Camila Falcione, Diego Andrés Barrasso y Blanca Beatriz Álvarez de Avanza.
Localidad tipo
La localidad tipo es: Paraje Tres Cerros, cerro Nazareno (29°06'34,30"S, 56°55'51,92"W, a una altitud de 168 m s. n. m.), Estancia "La Higuera Cue", departamento General San Martín, provincia de Corrientes, Argentina.
Ejemplares tipos
El ejemplar holotipo es el asignado con el código UNNEC 11293, una hembra adulta, colectada el 21 de noviembre de 2010 por R. Cajade, E. G. Etchepare, C. Falcione y D. A. Barrasso.
Paratypes. A 21 especímenes se los instituyó como paratipos.
Etimología
Etimológicamente el término genérico Homonota deriva de las palabras en idioma griego homos que significa ‘uniforme’, ‘mismo’, ‘similar’ y notos que se traduce como ‘dorso’ o ‘espalda’. El nombre específico taragui viene de la palabra en idioma guaraní Taragüí, modo con que se conoce a la Ciudad de Corrientes, y por extensión a la provincia homónima.

## Características
Homonota taragui es un pequeño lagarto, de casi 42 mm de largo. Una combinación de caracteres diagnósticos permite separar a este taxón de otras especies del género Homonota: 
- un patrón cromático dorsal consistente en un nítido y característico reticulado oscuro en contraste con un fondo de color más claro;
- cromatóforos pequeños, con forma de estrella sobre el abdomen;
- la región post-orbital de la cabeza cubierta por escamas granulares;
- las regiones dorsal y anterior de los muslos cubiertos por escamas en quilla intercalados con escamas cicloides;
- la escama internasal en contacto con las escamas rostrales.

## Costumbres
Es un lagarto terrestre y nocturno. Se reproduce de manera ovípara. En el mes de diciembre ovipone un único huevo. 
Conservación
El estado de conservación es vulnerable, debido a su endemismo localizado con poblaciones únicamente presentes en las laderas de un conjunto de 3 pequeñas colinas rodeadas por una con hábitat desfavorable, el que además presenta una intensa actividad agrícola y ganadera. 